# 2008年夏季奥林匹克运动会布隆迪代表团
2008年夏季奥林匹克运动会布隆迪代表团参加了2008年8月8日至24日在中华人民共和国北京市主办的第29届夏季奥林匹克运动会。这是布隆迪首次参加1996年亚特兰大奥运会以来，第四次派团参加奥运会。布隆迪代表团共有三名运动员，分别是田径运动员若阿基姆·恩希米里马纳和弗朗辛·尼约尼齐吉耶以及游泳运动员埃尔茜·乌瓦马霍罗。在开幕式上，尼约尼齐吉耶担任代表团旗手。布隆迪在本届奥运会并没有获得任何奖牌。

## 背景
1996年亚特兰大奥运会至2008年北京奥运会前，布隆迪已派出代表团参加过三届奥运会。该国派出7名田径运动员参加1996年奥运会。1996年亚特兰大奥运会和2004年雅典奥运会的布隆迪代表团共有7名运动员参赛，是该国规模最大的奥运代表团。田径运动员维努斯特·尼扬加伯在1996年夺得田径男子5000米比赛金牌，是布隆迪唯一一枚奥运金牌。2008年，布隆迪派出若阿基姆·恩希米里马纳、弗朗辛·尼约尼齐吉耶和埃尔茜·乌瓦马霍罗三名运动员参与奥运会。

## 田径

### 男子比赛
2008年北京奥运会上，布隆迪派出若阿基姆·恩希米里马纳参加男子田径马拉松项目。这是他自2004年雅典奥运会后第二次参加奥运会。8月24日的比赛中，他以2小时29分55秒成绩在95名运动员中排名68，比金牌得主塞缪尔·万吉鲁慢了23分钟。
| 选手                  | 项目   | 成绩    | 成绩 |
| 选手                  | 项目   | 时间    | 排名 |
| --------------------- | ------ | ------- | ---- |
| 若阿基姆·恩希米里马纳 | 马拉松 | 2:29:55 | 68   |

### 女子比赛

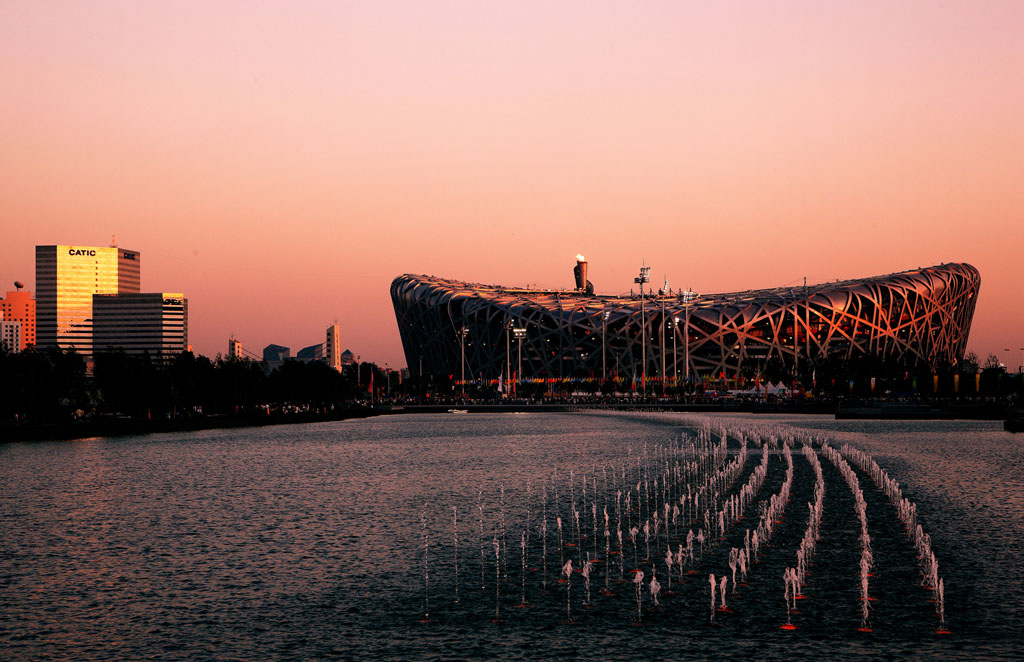
恩希米里马和尼约尼齐吉耶比赛场地北京国家体育场。

弗朗辛·尼约尼齐吉耶是本届奥运会开幕式的布隆迪代表团旗手。她参加了女子5000米比赛。她出生于1998年，在比赛时年仅19岁，曾参与2004年雅典奥运的女子5000米比赛。8月19日的资格赛中，她被分配到有16人的第二组，她以17分8.44秒成绩排名小组第13在所有完成比赛的选手中排名最后，未能晋级决赛，她的成绩与第12的匈牙利选手克里斯蒂娜·帕普相差不到1分钟。
| 选手                | 项目   | 预赛     | 预赛 | 决赛     | 决赛     |
| 选手                | 项目   | 时间     | 排名 | 时间     | 排名     |
| ------------------- | ------ | -------- | ---- | -------- | -------- |
| 弗朗辛·尼约尼齐吉耶 | 5000米 | 17:08.44 | 13   | 没有晋级 | 没有晋级 |

## 游泳
埃尔茜·乌瓦马霍罗是代表团中唯一一位游泳运动员，她参加了女子50米自由泳比赛。这是她首次参与奥运会。她在预赛中以36.86秒的成绩排名第7，在所有选手中排名86，未能晋级半决赛。
| 选手              | 项目               | 预赛  | 预赛 | 半决赛   | 半决赛   | 决赛     | 决赛     |
| 选手              | 项目               | 时间  | 排名 | 时间     | 排名     | 时间     | 排名     |
| ----------------- | ------------------ | ----- | ---- | -------- | -------- | -------- | -------- |
| 埃尔茜·乌瓦马霍罗 | 女子50米自由泳比赛 | 36.86 | 86   | 没有晋级 | 没有晋级 | 没有晋级 | 没有晋级 |